# Astrodesmus wabonicus
Astrodesmus wabonicus är en mångfotingart som först beskrevs av Carl Graf Attems 1899.  Astrodesmus wabonicus ingår i släktet Astrodesmus och familjen Gomphodesmidae. Inga underarter finns listade i Catalogue of Life.